# Comitatenses

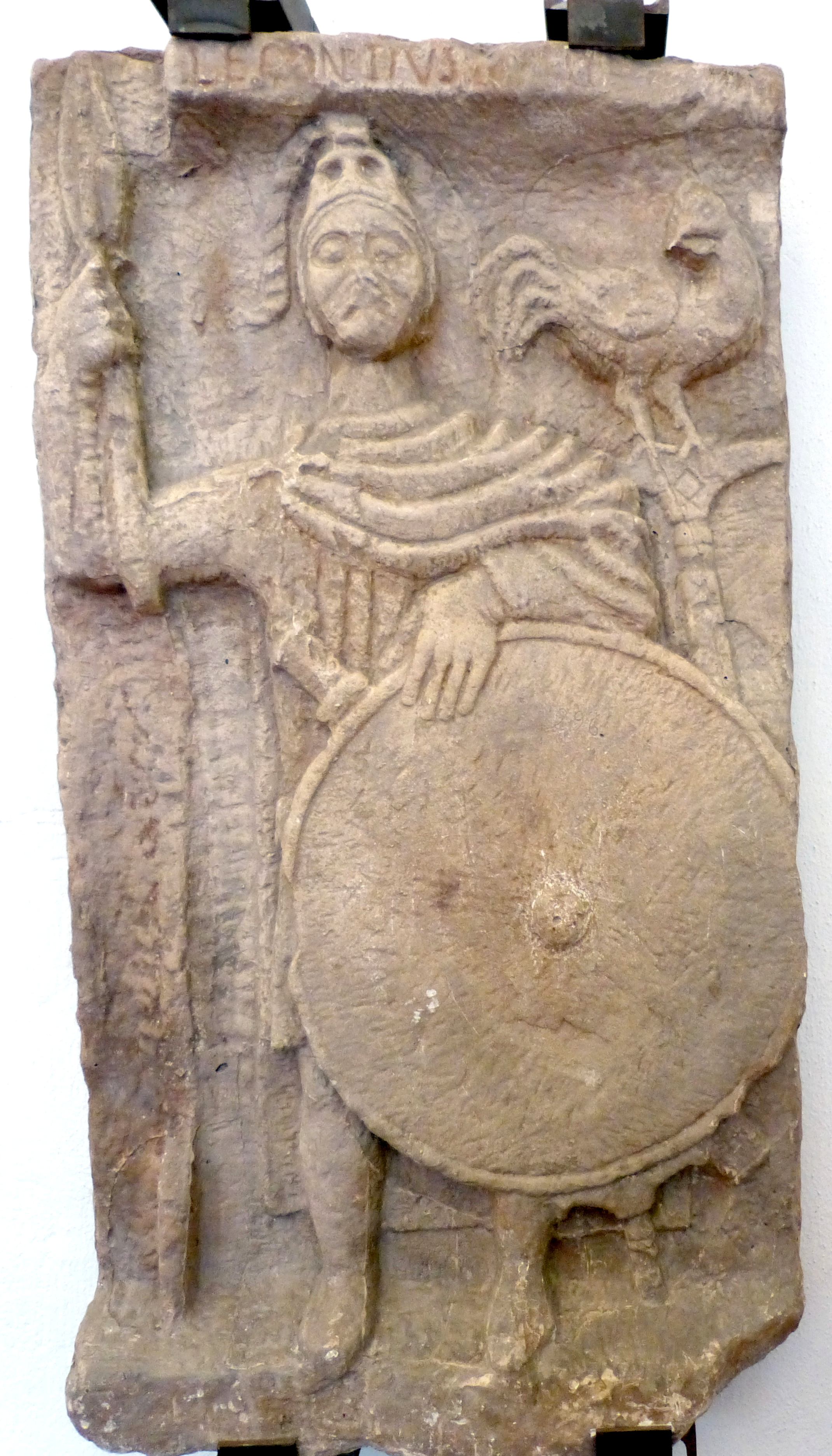
Stela nagrobna rzymskiego kawalerzysty pochodząca z pogranicznego galijskiego Argentoratum (IV w. n.e.)

Comitatenses (comitatus) – odwodowe wojska polowe z okresu późnego cesarstwa, stanowiące obok wojsk pogranicznych (limitanei) trzon sił zbrojnych państwa rzymskiego. 
Rozmieszczone były w głębi imperium i składając się przeważnie z konnicy, miały charakter mobilny; ich zadaniem było uniemożliwienie wdarcia się w głąb państwa najeźdźcom, którzy przedarli się przez limes. 
Wojska te powstały w wyniku reform Dioklecjana, choć pomysł utworzenia takiej manewrowej armii rezerwowej należy zawdzięczać wcześniejszym reformom cesarza Galiena. Ostateczny podział armii na polowe siły mobilne i garnizonowe wojska pograniczne przypisuje się Konstantynowi, w wyniku czego te drugie wzmocniono znaczną siłą uderzeniową ciężkiej kawalerii, określanej mianem cesarskich „towarzyszy” (comitatus). W wymiarze społeczno-ekonomicznym zmiana ta spowodowała podwojenie liczebności armii rzymskiej, ale i przeszło dwukrotny wzrost kosztów jej utrzymania.
W przeciwieństwie do wojsk pogranicznych jednostki comitatenses nie były przypisane do stałych miejsc stacjonowania. W warunkach pokojowych rozlokowane były w miastach, gdzie przysługiwało im prawo kontyngentu kwaterunkowego (w postaci 1/3 dostępnych miejsc zamieszkania), a ich żołnierze też mogli mieć własne rodziny. Wprawdzie dla potrzeb naczelnego dowództwa Konstantyn stworzył dwa stanowiska „generalskie” (magister equitum dla dowódcy kawalerii i magister peditum dla dowódcy piechoty), w praktyce jednak niemożliwością okazało się skupienie wszystkich tych jednostek w jednej armii. W rezultacie comitatenses ulegli rozczłonkowaniu na zgrupowania regionalne (najważniejsze w Galii, prowincjach naddunajskich i na Wschodzie) pod komendą magistra equitum, któremu podlegali niżsi dowódcy – komesi (comes), w szczególnych sytuacjach dowodzący mniejszymi siłami mobilnymi, oddelegowanymi do zadań specjalnych. 